# 2005 EO296
2005 EO296, também escrito como 2005 EO296, é um objeto transnetuniano que está localizado no Cinturão de Kuiper, uma região do Sistema Solar. Este corpo celeste é classificado como um cubewano. Ele possui uma magnitude absoluta de 6,5 e tem um diâmetro estimado com 221 km.

## Descoberta
2005 EO296 foi descoberto no dia 9 de março de 2005 pelo astrônomo Marc W. Buie.

## Órbita
A órbita de 2005 EO296 tem uma excentricidade de 0,088 e possui um semieixo maior de 45,107 UA. O seu periélio leva o mesmo a uma distância de 41,159 UA em relação ao Sol e seu afélio a 49,056 UA.